# Изяславское княжество
Изясла́вское кня́жество — удельное княжество на Руси, позже — Заславское княжество. Центр — город Изяславль, современный город Заславль в Минской области Белоруссии.

## История
Изяславль основан в конце X века киевским князем Владимиром Святославичем для сына Изяслава, который и стал его первым князем. Первое упоминание об Изяславле встречается в летописи под 1127 годом. В XI веке входило в состав Полоцкого княжества. Выделилось с прилегающими к нему землями после смерти полоцкого князя Всеслава Брячиславича (1101 год), вероятно, во владение Давыда Всеславича. В 1160-х годах Изяславское княжество раздробилось, из него выделилось Логойское княжество и, возможно, ещё какие-то уделы. В 1180-х занимало небольшую территорию и принадлежало, как и Логойское княжество, минским князьям.
В 1320-х принадлежало Ольгерду, который в 1345 году передал его в удел своему брату Евнутию. Изяславское княжество принадлежало потомкам Евнутия — князьям Заславским, а после перешло в качестве приданого к Глебовичам. Я. Я. Глебович не именовался уже князем, но имел титул графа Священной Римской империи на Дубровно и Заславль.

## Изяславские князья
988—1001 входило в состав Полоцкого княжества.
- 988—1001: Изяслав Влладимирович
- 1001—1003: Всеслав Изяславич
- 1003—1044: Брячислав Изяславич
- 1044—1068: Всеслав Брячиславич

1068—1071 Аннексия Киевским княжеством.
- 1068—1069: Мстислав Изяславич
- 1069—1071: Святополк Изяславич

1071 Возвращение на престол Изяславичей Полоцких.
- 1071—1101: Всеслав Брячиславич (Повторно)

1101 Выделение из Полоцкого княжества как самостоятельный удел.
- 1101—1127: Давыд Всеславич
- 1127—1128: Брячислав Давыдович
- 1128—1129: Давыд Всеславич (повторно)

1129—1131 Аннексия Киевским княжеством. Возвращено Давыдовичам в 1131 году.
- 1131—1151: Брячислав Давыдович (повторно)
- 1131—1151: Володша Давыдович
- 1151—1159: Всеволод Глебович
- 1159—до 1180: Брячислав Давыдович (третий раз)
- 1159—до 1180: Володша Давыдович (повторно)

1180—1347 О князьях неизвестно. 1320-е годы переход под власть Литвы.
- 1347—1366: Евнутий Гедеминович
- 1366—1399: Михаил Евнутьевич
- 1399—до 1455: Юрий Михайлович
- до 1455—1501: Иван Юрьевич
- 1501—1534: Михаил Иванович

В 1537 году перешло к Глебовичам.
- 1537—1549: Ян Юрьевич Глебович
- 1549—1590: Ян Янович Глебович. Последний князь Заславский.